# جوزم
جوزم (بالفارسية: جوزم) هي منطقة سكنية تقع في إيران في البلدة المركزية. يقدر عدد سكانها بـ 8000 نسمة .